# الإسلام في بنين
يمثل المسلمون أكثر من 27٪ من سكان البلاد وصل الإسلام إلى بنين من الشمال من الشمال من قبل التجار العرب والهوسا وسونغهاي. أغلب المسلمين تقريبًا من أهل السنة والجماعة ويتبعون فقه المالكية. عدد قليل من المسلمين شيعة هم في الأساس مهاجرون من الشرق الأوسط. يقدر عدد السكان الشيعة في بنين بما يتراوح بين واحد إلى اثني عشر بالمائة من إجمالي عدد السكان المسلمين في بنين، وفقًا لمركز بيو للأبحاث فإنهم يشكلون أقل من واحد بالمائة بينما وفقًا لجمعية أهل البيت العالمية، فإن عدد سكان الشيعة في بنين حوالي اثني عشر بالمائة من إجمالي السكان المسلمين في بنين. يوجد الكثير من معتنقوا الجماعة الأحمدية الذين قاموا بافتتاح أكبر مسجد في بنين وهو مسجد المهدي سنة 2006. العديد من المسلمون ملتزمون بتعاليم الشريعة الإسلامية.